# Jack Shaw
Jack Shaw (né le 10 avril 1924 à Doncaster dans le Yorkshire du Sud, et mort en 2011) est un joueur de football anglais qui évoluait au poste d'attaquant.

## Palmarès
| Rotherham United - Championnat d'Angleterre D3 (1) : - Champion : 1950-51 (nord). - Vice-champion : 1946-47 (nord) et 1947-48 (nord). - Meilleur buteur : 1950-51 (37 buts). |  | Sheffield Wednesday - Championnat d'Angleterre D2 (2) : - Champion : 1951-52 et 1955-56. |